# Grainville
Grainville foi uma antiga comuna francesa na região administrativa da Normandia, no departamento de Eure. Estendia-se por uma área de 3,97 km². Em 2010 a comuna tinha 1 006 habitantes (densidade: 253,4 hab./km²). Berço do importante estilista Christian Dior.
Em 1 de janeiro de 2017, passou a formar parte da nova comuna de Val d'Orger.